# Хронологија Народноослободилачке борбе јун 1943.
Хронолошки преглед важнијих догађаја везаних за Народноослободилачку борбу народа Југославије, који су се десили током јуна месеца 1943. године:
| ← мај | ← мај | ← мај | ← мај | ← мај | ← мај | ← мај | ← мај | Хронологија Народноослободилачке борбе у 1943. | Хронологија Народноослободилачке борбе у 1943. | Хронологија Народноослободилачке борбе у 1943. | Хронологија Народноослободилачке борбе у 1943. | Хронологија Народноослободилачке борбе у 1943. | Хронологија Народноослободилачке борбе у 1943. | Хронологија Народноослободилачке борбе у 1943. | Хронологија Народноослободилачке борбе у 1943. | Хронологија Народноослободилачке борбе у 1943. | Хронологија Народноослободилачке борбе у 1943. | Хронологија Народноослободилачке борбе у 1943. | Хронологија Народноослободилачке борбе у 1943. | Хронологија Народноослободилачке борбе у 1943. | Хронологија Народноослободилачке борбе у 1943. | Хронологија Народноослободилачке борбе у 1943. | јул → | јул → | јул → | јул → | јул → | јул → | јул → |
| 1     | 2     | 3     | 4     | 5     | 6     | 7     | 8     | 9                                              | 10                                             | 11                                             | 12                                             | 13                                             | 14                                             | 15                                             | 16                                             | 17                                             | 18                                             | 19                                             | 20                                             | 21                                             | 22                                             | 23                                             | 24    | 25    | 26    | 27    | 28    | 29    | 30    |

### 1. јун
- По наређењу Врховног штаба НОВ и ПОЈ формирана 11. крајишка ударна дивизија, у чији су састав ушли — Пета и Дванаеста крајишка ударна бригада, као и Бањалучки и Други крајишки партизански одред. Дивизија је приликом формирања добила назив 12. ударна дивизија, а 19. августа 1943. преименована је у 11. ударну дивизију.[1][2]

### 3. јун
- У Мратињу одржано саветовање Врховног штаба НОВ и ПОЈ и Централног комитета КПЈ на коме је одлучено да 1. и 2. пролетерска дивизија образују Северну групу, а 3. и 7. дивизија Јужну групу за пробој и да се пробој из окружења изврши дивергентним правцима: 1. пролетерска дивизија правцем Кошур—Врбница, 2. пролетерска дивизија правцем Суха—Горње баре—Коњске воде, а 3. ударна и 7. банијска дивизија, са рањеницима, ка планинама Љубишњи, Сињајевини и Голији.[1][2]

### 6. јун
- По наређењу Врховног штаба НОВ и ПОЈ расформирана Трећа далматинска ударна бригада, а њеним људством су попуњене јединице Прве и Друге пролетерске ударне дивизије.[1]
- Врховни штаб НОВ и ПОЈ наредио Штабу Јужне групе за пробој да обустави пребацивање Треће ударне и Седме банијске дивизије на леву обалу Пиве и да теже рањенике склони на Дурмитору и у долини Пиве, а остале пребаци преко Таре на Љубишњу.[1]

### 7. јун
- На стратишту у Јајинцима стрљана група од 300 заточеника из логора Бањица, у којој је била група жена учесница Народноослободилачког покрета из Београда, Чачка, Ваљева, Крушевца и Краљева, међу којима су биле — Слободанка Данка Савић, Деса Лежајић, Леонтина Краус, Љубица Мартиновић, Злата Сертић, Милица Дачић, Адела Вранић Шинко, Надежда Вилимановић Јанковић, Душанка Богићевић, Милена Лазаревић, Олга Пиргић и Станица Цака Миливојевић, Бранислава Јанковић Јовановић, Љубинка Шутић и др.[3]

### 8. јун
- Делегат Врховног штаба НОВ и ПОЈ при Штабу Јужне групе за пробој Милован Ђилас обавестио Врховни штаб да се Трећа ударна дивизија и Централна болница Врховног штаба неће пробијати са Пивске планине ка Сутјесци, како је наређено, већ према Санџаку. Међутим, покушај пребацивања преко Таре, код Узлупа, није успео, пошто су десну обалу чврсто држале јаке снаге домобранске Четврте ловачке бригаде и делови Италијанске дивизије „Тауринензе”. Овом приликом утопио се заменик команданта Прве далматинске бригаде Гојко Ујдуровић (1918—1943), који је касније проглашен за народног хероја.[1][4]

### 9. јун
- У шуми Милинкладе, у долини Хрчавке, немачка ескадрила бомбардовала Врховни штаб НОВ и ПОЈ. Овом приликом рањен је Врховни командант НОВ и ПОЈ Јосип Броз Тито, а погинули су шеф британског Одељења за везу при Врховном штабу капетан Бил Стјуарт (1901—1943) и пратилац Врховног команданта Ђуро Вујовић Шпанац (1911—1943). Нешто касније, подлегао је ранама командант Четврте пролетерске бригаде Василије Ђуровић Вако (1910—1943), који је рањен када се у јединицу враћао примивши задатак од Врховног команданта. Вујовић и Ђуровић су након рата проглашени за народне хероје.[1][5][6][7]

### 10. јун
- На локалитету Балиновац на Зеленгори је Прва пролетерска дивизија, под командом Коче Поповића, извршила продор кроз непријатељски обруч. У наредних пар дана су се и Врховни штаб и већина окружених снага извукли из обруча тим правцем, али је продор постао предмет контроверзе јер је извршен без договора са Врховним штабом.[8]

### 13. јун
- У Оточцу почело Прво заседање Земаљског антифашистичког вијећа народног ослобођења Хрватске (ЗАВНОХ), које је настављено сутрадан 14. јуна на Плитвичким Језерима. На заседању је изабран Извршни одбор, који је вршио функције ЗАВНОХ-а између два заседања и донете одлуке о даљој ослободилачкој борби у Хрватској. У Резолуцији ЗАВНОХ-а истакнуто је да треба све родољубиве и демократске снаге окупити у јединствени Народноослободилачки фронт, појачати борбу за ослобођење Истре, Задра, Ријеке, јадранских острва, анектираног дела Далмације, Хрватског приморја, Горског котара и Међимурја и онемогућити поновно успостављање предратног режима. За председника ЗАВНОХ-а изабран је књижевник Владимир Назор.[9][10]

### 20. јун
- У близини селу Мокро, код Пала, од последица рањавања приликом немачког бомбардовања партизанских положаја на Озрену, једном од врхова Зеленгоре, преминула др Олга Поповић-Дедијер (1914—1943) шеф Хируршке екипе Друге пролетерске дивизије.[11]